# Registo Público em Linha de Documentos Autênticos de Identidade e de Viagem
O Registo Público em Linha de Documentos Autênticos de Identidade e de Viagem (em inglês: Public Register of Travel and Identity Documents Online, PRADO) é um repositório em linha de recursos de segurança relativos a documentos de viagem conservado pelo Conselho da União Europeia. Contém informações sobre algumas das caraterísticas de segurança mais importantes dos documentos de identidade e de viagem dos países da União Europeia, de todos os países do Espaço Schengen, de outros países vizinhos e de países terceiros de todo o mundo.
O PRADO é armazenado pelo Secretariado-Geral do Conselho da União Europeia (GSC), Direcção-Geral de Justiça e Assuntos Internos (DGD 1A).

## História
Com a Ação Comum 98/700/JAI do Conselho, de 3 de dezembro de 1998, foi criado o Sistema Europeu de Arquivo de Imagens "FADO" (False and Authentic Documents Online).
A primeira parte do sistema, o "Expert FADO", entrou em operação no final de 2004 para a comunicação segura entre especialistas em documentos. Em 2007, foram lançados o iFADO ("intranet FADO") e o PRADO. O iFADO contém as informações mais importantes do "Expert FADO" para acesso restrito, uso governamental, enquanto no PRADO um pequeno subconjunto dessas informações é publicado para o público em geral.

## Conteúdo
O PRADO contém descrições técnicas básicas, incluindo informações sobre recursos de segurança, identidade autêntica e documentos de viagem. As informações são selecionadas e fornecidas por especialistas em documentos nos estados-membros da União Europeia (UE), Islândia, Noruega e Suíça; parte da informação contida no sistema classificado e restrito "Expert FADO" é disponibilizada publicamente através das páginas do PRADO. O comité de direção no Conselho da União Europeia é atualmente o Grupo de Trabalho sobre Fronteiras que forma os Peritos em Documentos Falsos.
Estão presentes informações sobre praticamente todos os documentos importantes de todos os estados-membros da UE e do Espaço Schengen. No entanto, o número total de documentos descritos de países terceiros difere muito de país para país, uma vez que as informações são adicionadas todas as semanas.
No PRADO, os utilizadores podem encontrar hiperligações para sítios eletrónicos com listas de documentos de viagem oficialmente reconhecidos pelos estados-membros da UE e estados do Espaço Schengen e informações sobre números de documentos inválidos fornecidos por alguns estados-membros da UE, bem como por países terceiros. Os utilizadores também podem aceder às informações relacionadas com a verificação da identidade, a verificação de documentos e a fraude de documentos.

## Categorização
Os documentos de viagem e identidade no PRADO são categorizados da seguinte forma:

### Categorias de documentos
- A Passaporte (passaportes nacionais - todos os tipos)
- B Cartão de identidade
- C Visto (necessário para entrar num estado-membro da UE e do Espaço Schengen)
- E Documento de entrada (reentrada para cidadãos do próprio país & outros nacionais da UE)
- F Carta de condução
- G Licença do veículo / Livro de registo
- H Autorização de residência (permisso de residência)
- I Documento de identidade dos navegadores marítimos
- J Documento de viagem emitido para não-nacionais
- K Carta de condução ferroviária
- L Certificado de Membro da Tripulação / Licença de Piloto
- M Certificado para operadores de embarcações de recreio / Licença de capitão
- S Cartão de autorização especial
- V Autorização para representar uma empresa
- W Permissão de trabalho (visto de trabalho)
- X Outro documento (comprovante de viagem e de identidade)
- D Carimbo (carimbos de passaporte)
- P Documento do estado civil

### Tipos de documentos
- O Ordinário
- D Diplomático
- S Serviço/Oficial
- F Militar
- P Emergência / Provisório
- Y Documento relacionado / associado
- E Carimbo de entrada
- X Carimbo de saída

### Tipos de documentos de documentos de estado civil
- B Nascimento
- N Nacionalidade / Cidadania
- I Cartão da segurança social / Cartão fiscal (da agência tributária)
- A Adoção
- M Casamento
- U Parceria registada (união de fato)
- R Divórcio
- T Certidão de óbito

## Línguas
O PRADO está disponível em todas as 24 línguas oficiais da União Europeia. Os documentos são apresentados por especialistas em documentos nos 31 países participantes atualmente em qualquer uma das línguas e as descrições padronizadas são traduzidas automaticamente; assim, os documentos estão imediatamente disponíveis em todos as línguas suportadas. As informações adicionais em texto livre contidas são traduzidas em linha por linguistas especializados do Secretariado-Geral do Conselho da União Europeia.

## Público-alvo
O sítio eletrónico é publicado pelo Secretariado-Geral do Conselho da União Europeia não só por razões de transparência, mas também para prestar um serviço importante a muitos utilizadores na Europa, especialmente a empresas e organizações não governamentais que têm a necessidade ou a obrigação legal de efetuar a verificação de identidades, por exemplo:
- Bancos e instituições de crédito
- Empregadores
- Operadores de rede móvel
- Notários e advogados
- Serviços postais
- Hotelaria, alojamento local e senhorios
- Empresas de segurança e vigilância
- Empresas e agências de aluguer de veículos